# アズ・タイム・ゴーズ・バイ
「アズ・タイム・ゴーズ・バイ」（As Time Goes By）は、1931年にハーマン・フップフェルドが、ブロードウェイ・ミュージカル『エブリバディズ・ウェルカム』（Everybody's Welcome）のために作詞・作曲した曲。この劇中では、フランシス・ウィリアムズ（Frances Williams）が歌っていた。

## 解説
この曲が有名になったのは、1942年制作のアメリカ映画『カサブランカ』のテーマ曲として採用されたことによる。映画の中では古い流行歌として取り上げられているが、前述のとおり、この映画のために作られた曲ではない。映画では印象的なシーンで効果的に使われ、ドーリー・ウィルソンによって歌われている。ピアノはスタジオ・ピアニストの、ジャン・ヴィンセント・プラマーが演奏している。
ミュージカル『エブリバディズ・ウェルカム』の当時何人かの歌手が録音していたが、映画『カサブランカ』で歌ったドーリー・ウィルソンは、その年のミュージシャンのストライキのためにこの曲をシングルとして発表することができず、ルディ・ヴァリーなどの歌手のものが再リリースされた。
「時のたつまま」、「時の過ぎゆくままに」などと訳されることがあるが、実際には「時が経っても」の意味である。
1999年より一部がワーナー・ブラザース作品のオープニングとして使用されている。